# Marcelo Gonçalves
Marcelo Gonçalves Costa Lopes, mais conhecido como Marcelo Gonçalves, ou simplesmente Gonçalves (Rio de Janeiro, 22 de fevereiro de 1966), é um ex-futebolista e atual diretor executivo brasileiro que atuava como zagueiro.
Como jogador, fez história no Botafogo na década de 1990, onde foi ídolo e conquistou vários títulos pelo clube.  Também jogou na seleção brasileira, tendo disputado a Copa do Mundo de 1998.

## Carreira
Revelado no Flamengo em 1987, Gonçalves fez história em outro clube carioca, o Botafogo. Após alguns anos jogando no Flamengo e de uma rápida passagem pelo Santa Cruz em 1988, Gonçalves chegou ao Botafogo em 1990 e ajudou o clube a conquistar o bi-campeonato carioca de 1990. Zagueiro seguro nas bolas rasteiras, suas boas atuações pelo alvinegro chamaram a atenção do Tecos Fútbol Club (do México), que logo comprou o zagueiro. No México, Gonçalves também foi bem e ajudou o Tecos Fútbol Club a conquistar o inédito bicampeonato nacional em 1993 e 1994.
Apesar do sucesso no México, Gonçalves decidiu voltar ao Brasil em 1995. Assim, ele retornou ao Botafogo. No mesmo ano, foi um dos destaques do alvinegro na conquista do Campeonato Brasileiro de 1995, tornando-se definitivamente ídolo no clube. Um ano depois, suas boas atuações pelo Botafogo o fizeram ser convocado para a seleção brasileira pelo então técnico Zagallo. Na seleção, Gonçalves foi campeão da Copa América de 1997 e da Copa das Confederações de 1997 e também disputou a Copa do Mundo de 1998, na França, em que o Brasil foi vice-campeão.
Em 1997, Gonçalves passou a ser o capitão do Botafogo e liderou o clube na conquista do Campeonato Carioca de 1997. Na final da Taça Guanabara, primeiro turno da competição, contra o Vasco da Gama, Gonçalves marcou o gol do título. Depois, na final do campeonato contra o mesmo Vasco, Gonçalves foi vítima da famosa rebolada do Edmundo, mas foi campeão e rebolou para provocar o rival. No final do ano, Gonçalves foi contratado pelo Cruzeiro apenas para a disputa da Copa Intercontinental. Com o zagueiro em campo, o Cruzeiro perdeu por 2 a 0 para o Borussia Dortmund, da Alemanha, ficando sem o título.
Depois disso, Gonçalves seguiu no Botafogo e ainda foi campeão do Torneio Rio-São Paulo de 1998. Mas no final do ano, acabou deixando o clube e foi para o Internacional. Ajudou o clube a escapar do rebaixamento no Campeonato Brasileiro de 1999 e, em seguida, se aposentou como jogador.
Ficou famoso pelos longos cabelos que usou durante grande parte da carreira, que só foram cortados durante a Copa das Confederações de 1997, quando, nas semi-finais, toda a Seleção entrou em campo com a cabeça raspada. 
Depois de se aposentar do futebol, ainda jogou por alguns anos no time de showbol do Botafogo. 
Estreou como comentarista na versão carioca do Balanço Esportivo, da Rede CNT e em 2013, fez parte da equipe de esportes da Rádio Transamérica Rio de Janeiro, sendo que em 2014, passou a comentar, pela Bradesco Esportes FM. Deixou a rádio em dezembro de 2015 para integrar a direção de futebol do Avaí, onde ficou até agosto de 2016. Em 2017, passou a integrar a equipe de comentaristas do programa Os Donos da Bola, na Band Rio.

## Seleção Brasileira
Gonçalves chegou à Seleção Brasileira em 1996, graças às suas boas atuações pelo Botafogo. Estreou pela seleção em um amistoso contra a Rússia. Pelo Brasil, foi campeão da Copa América de 1997 e da Copa das Confederações de 1997. Nesta segunda, teve que raspar seus longos cabelos na semifinal, quando toda a seleção entrou em campo com a cabeça raspada. Na Copa América, Gonçalves foi titular em quase todos os jogos; já na Copa das Confederações, foi reserva e só jogou a semifinal. No ano seguinte, em 1998, foi titular pela Seleção Brasileira na Copa Ouro.  
Também disputou a Copa do Mundo de 1998, na França, em que o Brasil foi vice-campeão. No mundial, foi reserva e participou de dois jogos: na derrota para a Noruega, na primeira fase, onde atuou como titular; e na goleada de 4 x 1 sobre o Chile, nas oitavas-de-final, quando entrou no lugar de Aldair, no segundo tempo.  
Depois da Copa do Mundo, não foi mais convocado. Ao todo, Gonçalves disputou 24 partidas pela Seleção Brasileira e marcou um único gol, num amistoso contra a Holanda, em 1996. 

## Titulos
Flamengo
- Copa União: 1987
- Taça Guanabara: 1988, 1989

Botafogo
- Campeonato Brasileiro: 1995
- Torneio Rio-São Paulo: 1998
- Campeonato Carioca: 1990, 1997
- Taça Guanabara: 1997
- Taça Rio: 1997
- Torneio da Capital: 1995
- Taça Cidade Maravilhosa: 1996

UAG Tecos
- Campeonato Mexicano: 1993/94

Seleção Brasileira
- Copa América: 1997
- Copa das Confederações: 1997

### Outras Conquistas
Flamengo
- Torneio EL Gabón:1987
- Torneio Internacional de Angola: 1987
- Troféu Colombino: 1988
- Copa Kirin: 1988
- Copa Porto de Hamburgo:1989

Botafogo
- Torneio da Amizade de Veracruz: 1990
- Troféu Teresa Herrera: 1996
- Copa Rio-Brasília: 1996
- Torneio Presidente da Rússia: 1996